# Інститут фізики
Інститу́т фі́зики (англ. Institute of Physics; IoP) — британське наукове товариство, що налічує понад 23 000 членів в усьому світі.
У своїй роботі охоплює три напрями: освіту, дослідження та нові розробки. Штаб-квартира розташована у Лондоні. Інститут надає своїм членам можливості професійного розвитку, кар'єрного зростання, а також нагороджує своїх членів медалями, преміями та професійними титулами.

## Історія

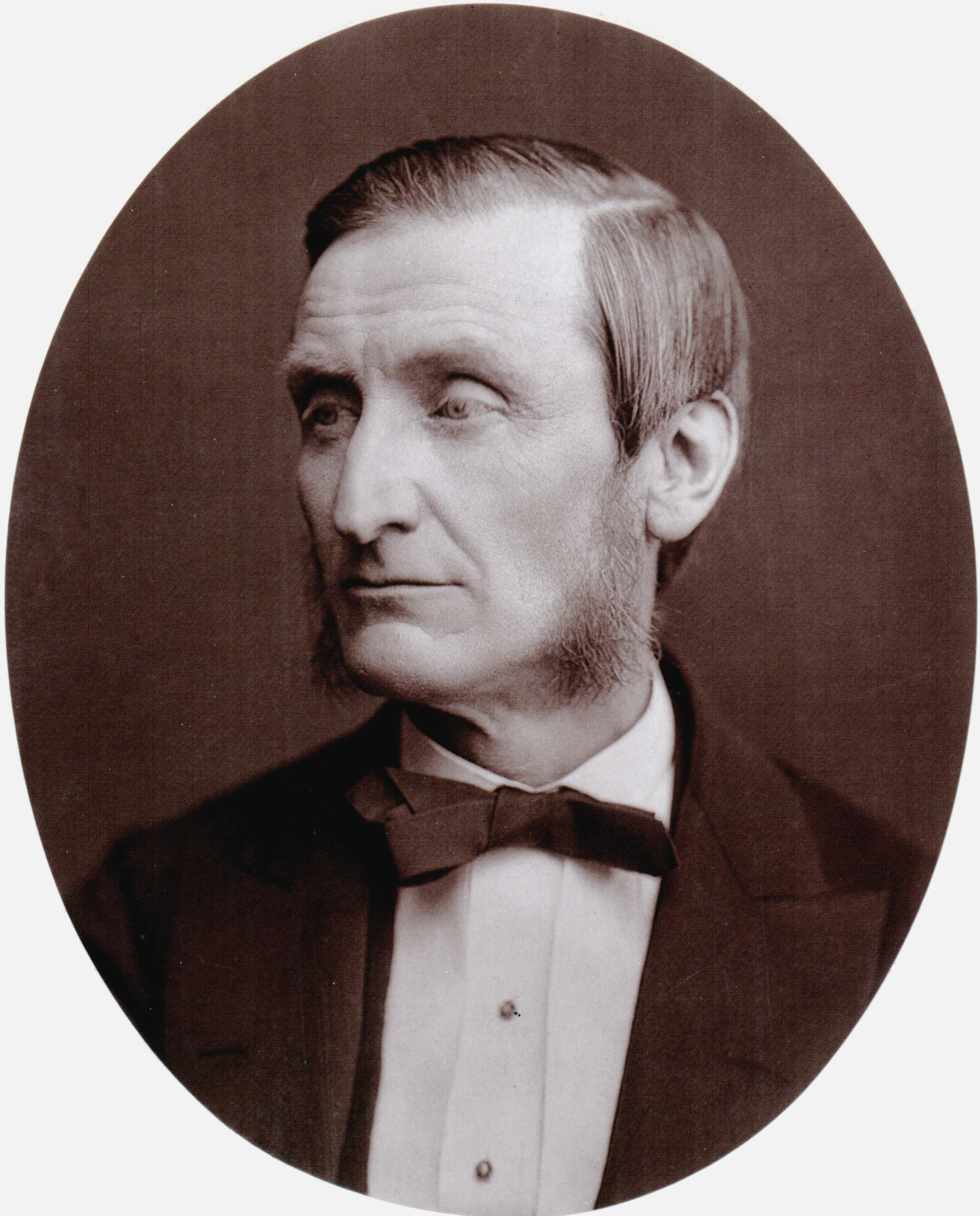
Перший президент Лондонського товариства фізиків Джон Холл Гладстон

Сучасний Інститут фізики було створено у 1960 шляхом злиття двох товариств: Лондонського товариства фізиків, заснованого у 1874-му (першим президентом Товариства був Джон Холл Гладстон), та Інституту фізики, утвореного у 1920 році, за спеціальною ліцензією Ради торгівлі при Таємній раді Великої Британії.
У 1922 році Інститут фізики почав видавати «Journal of Scientific Instruments» (Журнал наукового інструментарію), тепер має назву «Measurement Science and Technology» (Вимірювальна наука та технологія), пропагуючи фундаментальні наукові досягнення. Щорічник «Reports on Progress in Physics» (Доповіді про розвиток фізики) почав виходити друком з 1934 року.
У 1960 Лондонське товариство фізиків й Інститут фізики злились з утворенням Інституту фізики і фізичного товариства (англ. The Institute of Physics and the Physical Society). 1970 року «Інститут і Товариство» залишило за собою назву «Інститут фізики».
У 1970 році Інститут фізики і фізичне товариство було удостоєно Королівської хартії за формування традицій наукової освіти суспільства.

## Членство
В Інституті фізики існує три види членства:
- асоційований член (англ. associate member);
- член (англ. member; MInstP);
- дійсний член (FInstP; фелло і почесний фелло від англ. fellow).

З них «асоційований член» стосується усіх фахівців, що мають будь-який науковий ступінь в галузі фізики. «Член» і «фелло» («почесний фелло») — це дві корпоративні градації членства, що дають право голосу при голосуванні в Інституті фізики.
Є також членство для студентів факультетів фізики і афільоване членство для тих, хто не має кваліфікаційного ступеня чи досвіду роботи.
Види членства поділяються на 6 класів (6 рівнів):
- 1 клас (6 рівень) — почесний фелло[15],
- 2 клас (5 рівень) — фелло[16],
- 3 клас (4 рівень) — член[17],
- 4 клас (3 рівень) — асоційований член[18],
- 5 клас (2 рівень) — студент[13],
- 6 клас (1 рівень) — афільовані[14].

Для кожного рівня членства в Інституті передбачені відповідні академічні мантії, якими заклад нагороджує своїх членів.

## Титули
Інститут має право присвоювати своїм членам статуси «Визнаний фізик» (CPhys) та «Визнаний інженер» (CEng).

## Нагороди
Інститут фізики щорічно нагороджує 21 медалями та грошовими призами фізиків. Найвагоміші нагороди:
Золоті медалі:
- Медаль і премія Дірака,
- Медаль і премія Майкла Фарадея,
- Медаль і премія Глейзбрука[en],
- Медаль і премія Кетрін Берр Блоджетт[en],
- Медаль і премія Лоренса Брегга,
- Медаль і премія Кельвіна.

Срібні медалі:
- Медаль і премія Лорда Релея[en]
- Медаль і премія Сема Едвардса,
- Медаль і премія Розалінд Франклін,
- Медаль і премія Невілла Мотта[en],
- Медаль і премія Девіда Тейбора,
- Медаль і премія Еплтона,
- Медаль і премія Юнга[en],
- Медаль і премія Томсона[en],
- Медаль і премія Резерфорда,
- Медаль і премія Денніса Габора.

Інші нагороди:
- Медаль Ісаака Ньютона,
- Медаль і премія Макса Борна,
- Медаль і премія Гольвека,
- Медаль і премія Гаррі Мессі[en],
- Медаль і премія Максвелла[en].

Інститут фізики також нагороджує своїх членів нагородами за досягнуті успіхи в галузях освіти, наукових досліджень та технічних розробок, у тому числі присуджує Меморіальну премію Саймона. У 1923—2007 роках присуджували Медаль і премію Дадделла, з 2008 року її перейменовано на Медаль і премію Габора. У 1914—2007 роках присуджували Медаль і премію Гатрі, з 2008 року замість неї засновано Медаль і премію Майкла Фарадея.
За видатні заслуги у різних галузях, що принесли користь фізиці взагалі та Інституту зокрема з 1998 року вручають Президентську медаль

## Освіта
Інститут фізики має три мобільні лабораторії, де учні можуть проводити експерименти своїми руками, використовуючи фізичні прилади, які зазвичай недоступні для шкільних лабораторій.

## Видавнича діяльність
Питаннями видавництва займається видавницька компанія Інституту фізики IOP Publishing (раніше Institute of Physics Publishing). Вона забезпечує публікування результатів наукових досліджень у всьому світі, включаючи журнали, веб-сайти співтовариства, матеріали конференцій і книги.
Інститут фізики є власником копірайтів публікацій у понад 60 академічних журналах. Весь дохід від цих видань надходить у фонд Інституту. Одне з основних наукових видань — журнал «PhysicsWorld» (Світ фізики), що виходить з 1988 року.

## Керівництво
Керує та контролює діяльність Інституту фізики виборна Рада. Рада збирається 4 рази на рік і складається з 25 осіб, 16 з яких обираються членами Інституту.
Президент Інституту обирається членами Інституту на 2 роки. Чинним (станом на 2023) президентом Інституту фізики є професор Шейла Ровен.

## Президенти Інституту фізики
| - 1920—1921 Річард Тетлі Глейзбрук - 1921—1923 Джозеф Джон Томсон - 1923—1925 Чарлз Алджернон Парсонс - 1925—1927 Вільям Генрі Брегг - 1927—1929 Френк Вотсон Дайсон - 1929—1931 Вільям Екклс - 1931—1933 Ернест Резерфорд - 1933—1935 Генрі Лайонс - 1935—1937 Альфред Фаулер - 1937—1939 Кліффорд С. Патерсон (англ. Clifford C Paterson) - 1939—1943 Вільям Лоренс Брегг - 1943—1946 Френк Сміт - 1946—1948 Артур Меннерінг Тіндаль - 1948—1950 Френсіс Той (англ. Francis C Toy) - 1950—1952 Вільям Едвард Кертіс (англ. William E Curtis) - 1952—1954 Чарлз Сайкс - 1954—1956 Джон Дуглас Кокрофт | - 1956—1958 Олівер В. Хамфріс (англ. Oliver W Humphreys) - 1958—1960 Джордж Паджет Томсон - 1960—1962 Джон Дуглас Кокрофт - 1962—1964 Алан Вілсон - 1964—1966 Гордон Сазерленд - 1966—1968 Джеймс Тэйлор англ. Sir James Taylor - 1968—1970 Малкольм Р. Гевін англ. Malcolm R Gavin) - 1970—1972 Джеймс Вудгам Ментер - 1972—1974 Браян Флаверс - 1974—1976 Браян Піппард - 1976—1978 Басіл Джон Мейсон - 1978—1980 Бас Піс - 1980—1982 Деніс Вілкінсон - 1982—1984 Роберт Клайтон - 1984—1986 Алек Меррісон - 1986—1988 Годфрі Стаффорд - 1988—1990 Сирілл Гілсум - 1990—1992 Роджер Блін-Стойл (англ. Roger Blin-Stoyle) | - 1992—1994 Клайв Фокселл - 1994—1996 Арнольд Віттекер Волфендейл - 1996—1998 Браян В. Менлі - 1998—2000 Ґарет Робертс - 2000—2002 Пітер Вільямс - 2002—2004 Девід Воллес - 2004—2006 Джон Ендербі - 2006—2008 Пітер Сараґа (англ. Peter Saraga) - 2008—2010 Джоселін Белл Бернелл - 2010—2011 Маршал Стоунгем - 2011—2011 Джоселін Белл Бернелл - 2011—2013 Пітер Найт - 2013—2015 Френсіс Саундерс - 2015—2017 Рой Семблз - 2017—2019 Джулія Хіггінс - 2019—2021 Джонатан Флінт (англ. Jonathan Flint) - 2021—2023 Шейла Ровен - з 2023 Кейт Барнетт |